# بانک پاسارگاد
بانک پاسارگاد بانکی خصوصی در ایران است که از سال ۱۳۸۴ فعالیت خود را آغاز کرده است.
این بانک از تاریخ ۸ اکتبر ۲۰۲۰ توسط وزارت خزانه‌داری ایالات متحده تحریم شده‌است.

## تاریخچه
بانک پاسارگاد به موجب مجوز ۲۸۴۹/ه بانک مرکزی جمهوری اسلامی ایران، در تاریخ ۲۲ شهریور ۱۳۸۴ با سرمایه ۳٬۵۰۰ میلیارد ریال که تماماً پرداخت شده‌است فعالیت خود را آغاز کرد که از این رقم ۲٬۰۰۰ میلیارد ریال به وسیله مؤسسان پرداخت شده و ۱٬۵۰۰ میلیارد ریال با پذیره‌نویسی همگانی به وسیله ۳۴٬۰۰۰ نفر خریداری شده‌است. اولین شعبه بانک در تاریخ ۲۳ آذر ۱۳۸۴ در منطقه احمدآباد مشهد افتتاح‌شد.

شعبه مرکزی بانک پاسارگاد

بانک پاسارگاد در تاریخ 1403/12/25 با افزایش سرمایه سرمایه‌ثبتی خود را افزایش داده است و اکنون سرمایه فعلی بانک پاسارگاد 469,483,639 میلیون ریال است.
سرمایه بانک پاسارگاد از آن پس در چندین مرحله به شرح جدول زیر افزایش یافته‌است:
| شرح                   | ۱۳۹۶   | ۱۳۹۵   | ۱۳۹۴                 | ۱۳۹۳                 | ۱۳۹۲   | ۱۳۹۱                 | ۱۳۹۰                 | ۱۳۸۹        | ۱۳۸۸                 | ۱۳۸۷                 | ۱۳۸۶                 | ۱۳۸۵       |
| --------------------- | ------ | ------ | -------------------- | -------------------- | ------ | -------------------- | -------------------- | ----------- | -------------------- | -------------------- | -------------------- | ---------- |
| سرمایه (میلیارد ریال) | ۵۰٬۴۰۰ | ۵۰٬۴۰۰ | ۵۰٬۴۰۰               | ۴۲٬۰۰۰               | ۳۰٬۰۰۰ | ۳۰٬۰۰۰               | ۲۷٬۲۵۸               | ۲۳٬۱۰۰      | ۷٬۷۰۰                | ۷٬۰۰۰                | ۵٬۲۵۰                | ۳٬۵۰۰      |
| محل افزایش سرمایه     | -      | -      | مطالبات و آورده نقدی | مطالبات و آورده نقدی | -      | مطالبات و آورده نقدی | مطالبات و آورده نقدی | سلب حق تقدم | مطالبات و آورده نقدی | مطالبات و آورده نقدی | مطالبات و آورده نقدی | آورده نقدی |

نشان‌واره بانک تکوک زرین هخامنشی موجود در موزه ایران باستان است که از نمادهای دوران هخامنشی به‌شمار می‌رود. نام بانک نیز از نام شهر باستانی پاسارگاد در استان فارس وام گرفته شده‌است.

## بانک پاسارگاد در بورس اوراق بهادار تهران
بانک پاسارگاد در ۲۵ مرداد ۱۳۹۰ با نماد وپاسار وارد بورس اوراق بهادار تهران شد.
به دلیل اینکه بیش از ۳۰ درصد سهام بانک در آن تاریخ به صورت شناور در دست سهامداران موجود بود، بانک بدون عرضه اولیه و تنها با گشایش نماد وارد بورس تهران شد.
| گروه سهامداران | تعداد اشخاص (درصد از کل) | تعداد سهام (درصد از کل) |
| -------------- | ------------------------ | ----------------------- |
| اشخاص حقیقی    | ۵۶٬۱۴۹ (۹۹٫۳۶٪)          | ۱۰٬۸۱۵٬۷۸۳٬۰۸۵ (۲۱٫۴۶٪) |
| اشخاص حقوقی    | ۳۶۰ (۰٫۶۴٪)              | ۳۹٬۵۸۴٬۲۱۶٬۹۱۵ (۷۸٫۵۴٪) |
| جمع            | ۵۶٫۵۰۹ (۱۰۰٪)            | ۵۰٬۴۰۰٬۰۰۰٬۰۰۰ (۱۰۰٪)   |

## محیط حقوقی بانک
قوانین و مقررات حاکم بر فعالیت بانک پاسارگاد عبارتند از:
- قانون پولی و بانکی مصوب سال ۱۳۵۱ و اصلاحات آن
- قانون عملیات بانکی بدون ربا مصوب سال ۱۳۶۲
- سیاست‌های پولی و اعتباری سالیانه بانک مرکزی ایران (بسته‌های سیاستی – نظارتی شبکه بانکی)
- مصوبات شورای پول و اعتبار
- بخشنامه‌های اداره نظارت بر بانک‌های بانک مرکزی ایران
- قانون تجارت
- قوانین مالیاتی
- قوانین سازمان بورس اوراق بهادار
- اساسنامه بانک پاسارگاد

در بین مقررات حاکم بر فعالیت بانک به جز مجموعه مقررات قانونی که بر عموم شخصیت‌های حقوقی فعال در ایران حاکم است، مهم‌ترین مقررات مؤثر بر عملکرد بانک، سیاست‌های پولی و اعتباری سالیانه بانک مرکزی معروف به بسته‌های سیاستی و نظارتی است.

## اطلاعات مالی
| نسبت                             | سال ۱۳۹۰    | سال ۱۳۹۱    | سال ۱۳۹۲    | سال ۱۳۹۳    | سال ۱۳۹۴    | سال ۱۳۹۵     | سال ۱۳۹۶   |
| -------------------------------- | ----------- | ----------- | ----------- | ----------- | ----------- | ------------ | ---------- |
| نسبت کفایت سرمایه (CAR)          | ۲۳٫۱۲٪      | ۲۱٫۴۷٪      | ۱۸٫۸۵٪      | ۱۷٫۲۴٪      | ۱۶٫۱۰٪      | ۵٫۱۷٪        | ۳٫۸۲٪      |
| نرخ بازده دارایی‌ها (ROA)         | ۴٫۹۱٪       | ۵٫۱۱٪       | ۴٫۶۵٪       | ۳٫۰۸٪       | ۲٫۱۸٪       | -            | ۰٫۳۱٪      |
| نرخ بازده حقوق صاحبان سهام (ROE) | ۲۸٫۱۸٪      | ۳۱٫۷۲٪      | ۳۲٫۱۱٪      | ۲۱٫۰۷٪      | ۱۵٫۴۳٪      | -            | ۳٫۸۶٪      |
| نسبت سپرده‌ها به کل دارایی‌ها      | ۷۷٫۱۴٪      | ۸۰٫۰۹٪      | ۸۱٫۰۲٪      | ۸۰٫۰۶٪      | ۷۹٫۱۲٪      | ۷۶٫۵۶٪       | ۷۱٫۰۵٪     |
| نسبت تسهیلات به کل سپرده‌ها       | ۸۴٪         | ۷۶٫۹۳٪      | ۷۴٫۷۳٪      | ۸۰٫۹۲٪      | ۸۱٫۱۲٪      | ۹۳٫۳۲٪       | ۹۱٫۱۲٪     |
| نسبت تسهیلات به کل دارایی‌ها      | ۶۴٫۸۰٪      | ۶۱٫۶۲٪      | ۶۰٫۵۵٪      | ۵۱٫۴۲٪      | ۶۴٫۱۸٪      | ۷۱٫۴۵٪       | ۶۹٫۱۴٪     |
| P/E                              | ۵٫۱۴        | ۳٫۵۵        | ۴٫۹۸        | ۵٫۹۶        | ۵٫۵۹        | -            | -          |
| EPS                              | ۳۶۰٫۸۵ ریال | ۴۴۱٫۵۵ ریال | ۵۲۲٫۲۹ ریال | ۳۰۱٫۰۲ ریال | ۲۳۰٫۸۳ ریال | ۱۲۸٫۹۳- ریال | ۴۶٫۴۴ ریال |
| DPS                              | ۲۳۰ ریال    | ۲۵۰ ریال    | ۳۲۰ ریال    | ۲۰۰ ریال    | ۱۶۰ ریال    | -            | -          |

## مسئولیت‌های اجتماعی
در زمینه ایفای مسئولیت‌های اجتماعی، در بخش حمایت از هنرمندان و فعالیت‌های فرهنگی-هنری، حمایت از ورزشکاران، حمایت از محیط زیست و توسعه پایدار و حمایت از نخبگان ایرانی فعالیت‌هایی از طرف بانک پاسارگاد به صورت سالانه انجام شده‌است که به عنوان نمونه می‌توان به موارد زیر اشاره داشت:
- حمایت از هنرمندان با خرید آثار هنری آن‌ها از طرف موزه هنرهای تجسمی بانک پاسارگاد[۲۳][۲۵][۲۶]

موزه هنرهای تجسمی معاصر بانک پاسارگاد اسفند ماه ۱۳۸۷ با حضور مدیرعامل این بانک، رئیس سازمان گردشگری و صنایع دستی، عضو کمیسیون فرهنگی مجلس، معاون مطبوعاتی وزارت فرهنگ و ارشاد اسلامی، مشاور عالی بانک مرکزی و جمعی از مسوولان بانکی و هنرمندان و خبرنگاران افتتاح کرد. این موزه، حدود ۱۰۰ اثر از هنرمندان پیشکسوت و تأثیرگذار و همچنین جوانان خوش آتیه‏، را در بر می‌گیرند. از جمله هنرمندانی که آثار آن‌ها در این مجموعه می‌باشد، می‌توان به سهراب سپهری، ناصر عصار، اکبر صادقی، سیرک ملکونیان، مارکو جیحونیان، ابوالقاسم سعیدی، محسن وزیری مقدم، منصور قندریز، منیر فرمان فرمایان، شایا شهرستانی و… اشاره نمود.
علاوه بر موارد ذکر شده، بانک پاسارگاد در پاره ای فعالیت‌ها به شرح زیر نیز مشارکت داشته‌است:
- حمایت از ساخت فیلم سینمایی جدایی نادر از سیمین[۲۲]
- پرداخت هزینه آزادی زندانیان بدهکار غیر مقصر[۲۱]
- کاشت نهال توسط کارکنان بانک در روز درختکاری[۱۸]
- حمایت از نفرات اول تا سوم هر ۵ رشته کنکور سراسری دانشگاه‌های ایران[۲۴][۲۷][۲۸]
- حمایت از ورزشکاران ایرانی برنده مدال بازی‌های المپیک تابستانی ۲۰۱۲[۲۰]
- حمایت از تیم فوتسال دانش آموزی ایران[۱۹]
- حمایت از تیم ملی فوتبال ایران و اختصاص یک سپرده جدید برای حمایت سپرده گذاران از آن[۲۹]
- حمایت از تیم ملی کشتی ایران[۳۰][۳۱]

اختلال در خدمات بانک :
به نقل از خبر گذاری اقتصاد آنلاین در تاریخ ۲۸ خرداد ۱۴۰۴, تعدادی از کاربران اختلال در خدمات غیرحضوری این بانک را گزارش کرده بودند. گروه هکری گنجشک درنده مسئولیت حمله سایبری به بانک پاسارگاد ؛ بانک سپه و صرافی نوبیتکس را بر عهده گرفته است .

عنوان‌های کسب شده
- برنده جایزه بهترین بانک ایران در سال ۱۳۹۳ به انتخاب مؤسسه یورومانی.[۳۲]
- رتبه ۲۵۷ جهانی در سال ۲۰۱۳ و رتبه ۱۵ در میان موسسات مالی و بانکی اسلامی جهان در سال ۲۰۱۲ از سوی مؤسسه بین‌المللی بنکر از نظر سرمایه پایه.[۳۳][۳۴]
- یکی از ده بانک پیشرو جهان و اولین بانک پیشرو خاورمیانه در سال ۲۰۱۲ از سوی مؤسسه بنکر از نظر رشد سرمایه.[۳۵]
- بانک سال جمهوری اسلامی ایران در سال‌های ۲۰۱۰، ۲۰۱۲، ۲۰۱۳ و ۲۰۱۴ بر اساس گزارش مؤسسه بین‌المللی بنکر.[۳۶][۳۷]
- بانک اسلامی سال ۲۰۱۳ از سوی مؤسسه بین‌المللی بنکر.[۳۸]
- رتبه ملی ۱۸ در میان ۱۰۰ شرکت برتر ایران در سال ۱۳۹۱ به انتخاب سازمان مدیریت صنعتی ایران.[۳۹]
- یکی از کارآفرینان برتر سال ۸۸ به انتخاب وزارت کار و امور اجتماعی ایران.[۱۲]
- تندیس بلورین جایزه ملی مدیریت مالی ایران در سال ۱۳۸۹ و ۱۳۹۰.[۱۲]
- تندیس سیمین جایزه ملی مدیریت مالی ایران در سال ۱۳۹۱ و ۱۳۹۲.[۴۰]
- بانک پیشرو در مدیریت سلامت اداری ایران در سال ۱۳۹۰ و ۱۳۹۱.[۱۲]
- سازمان برتر دانشی ایران به انتخاب جایزه جهانی MAKE در سال ۱۳۹۰.[۱۲]
- گواهینامه ۴ ستاره تعالی سازمانی در ارزیابی سال ۱۳۹۰ مرکز مطالعات بهره‌وری و منابع انسانی ایران.[۴۱]
- تندیس بلورین تعالی سازمانی در ارزیابی سال ۱۳۹۱ مرکز مطالعات بهره‌وری و منابع انسانی ایران.[۴۲]
- گواهینامه و نشان بین‌المللی نوآوری درجه یک (الماس) IUI 5002 از سوی اتحادیه بین‌المللی اختراعات و نوآوری‌های صنعتی به خاطر خدمت بانکداری مجازی.[۱۲]
- گواهینامه ISO 10004:2012 از سوی مؤسسه ACS Registrars انگلستان در زمینه سنجش رضایتمندی مشتریان.[۴۳]

## برند بانک پاسارگاد
برند بانک پاسارگاد در سال ۱۳۹۲ در دهمین جشنواره ملی قهرمانان صنعت ایران به عنوان یکی از ۱۰۰ برند برتر ایران شناخته شد.
به علاوه برند این بانک به عنوان اولین بانک ایرانی، در آژانس فدرال مالکیت فکری سوئیس به ثبت رسید
و بانک پاسارگاد مجاز به استفاده نشان ® در کنار نشان واره خود شد. در سال ۲۰۲۱ میلادی بر اساس ارزیابی نشریهٔ بنکر و مؤسسهٔ برندفاینانس، بانک پاسارگاد در بین ۵۰۰ برند برتر بانکی جهان طبقه‌بندی شد و با ۸۹ پله صعود و ۵۳درصد افزایش در ارزش برند در فهرست ده بانک با بیشترین رشد قرار گرفت.

## خدمات آنلاین

ویپاد شعبه تمام‌دیجیتال بانک پاسارگاد است. بانک پاسارگاد ویپاد را در سال ۱۳۹۹ با نام «تَرابانک پاسارگاد» راه‌اندازی کرده‌است. ترابانک به معنای «بانک تحول یافته» است و بانک پاسارگاد اعلام کرده‌است که قصد دارد تا در ویپاد با استفاده از فناوری‌های مالی، فرآیندهای دیجیتال را جایگزین روال‌های سنتی بانکی کند.
تمامی خدمات بانکی (از افتتاح حساب تا دریافت تسهیلات) در ویپاد به‌صورت غیرحضوری و بر بستر اینترنت ارائه می‌شوند. افراد برای استفاده از این خدمات، کافی است برنامه ویپاد را روی گوشی تلفن همراه خود نصب کنند. پس از نصب ویپاد، با افتتاح حساب و درخواست کارت بانکی، کاربر می‌تواند کارت را در نشانی دل‌خواه خود تحویل گرفته و از خدمات آنلاین و همراه بانکی، بدون نیاز به مراجعه حضوری استفاده کند.
زیپاد

حساب بانکی دیجیتال کودکان و نوجوانان
از طریق اپلیکیشن زیپاد، والدین می‌توانند به‌صورت آنلاین برای فرزندان خود حساب دیجیتال کودک و نوجوان ایجاد کرده و درخواست صدور کارت بانکی با عنوان «زی‌کارت» بدهند. این اپلیکیشن همچنین امکانات متنوعی به منظور آموزش‌های مالی در اختیار والدین قرار می‌دهد.

## ساختمان مرکزی بانک پاسارگاد
در هشتمین کنفرانس ملی سازه و فولاد ساختمان مرکزی بانک‌پاسارگاد، به‌عنوان طرح برتر تقدیرشده فولادی در حوزه ساختمانی ایران معرفی شد. ساختمان هزاره سوم بانک پاسارگاد با زیربنایی در حدود ۴۸۰۰۰ مترمربع واقع در خیابان میرداماد تهران است که در ۲۶ طبقه به‌علاوه یک طبقه تأسیسات در پشت‌بام و یک سازه هلی‌پد در حال احداث است. از زیربنای کل این ساختمان هفت طبقه دارای کاربری پارکینگ، دو طبقه شعبه مرکزی، یک طبقه همکف، ۱ طبقه خدماتی و سایر طبقات به کاربری اداری اختصاص می‌یابد.

## تحریم
بانک پاسارگاد در تاریخ ۸ اکتبر ۲۰۲۰ توسط وزارت خزانه‌داری آمریکا تحریم شد و در لیست سیاه این وزارتخانه قرار گرفت.